# Flavien-Louis Peslin

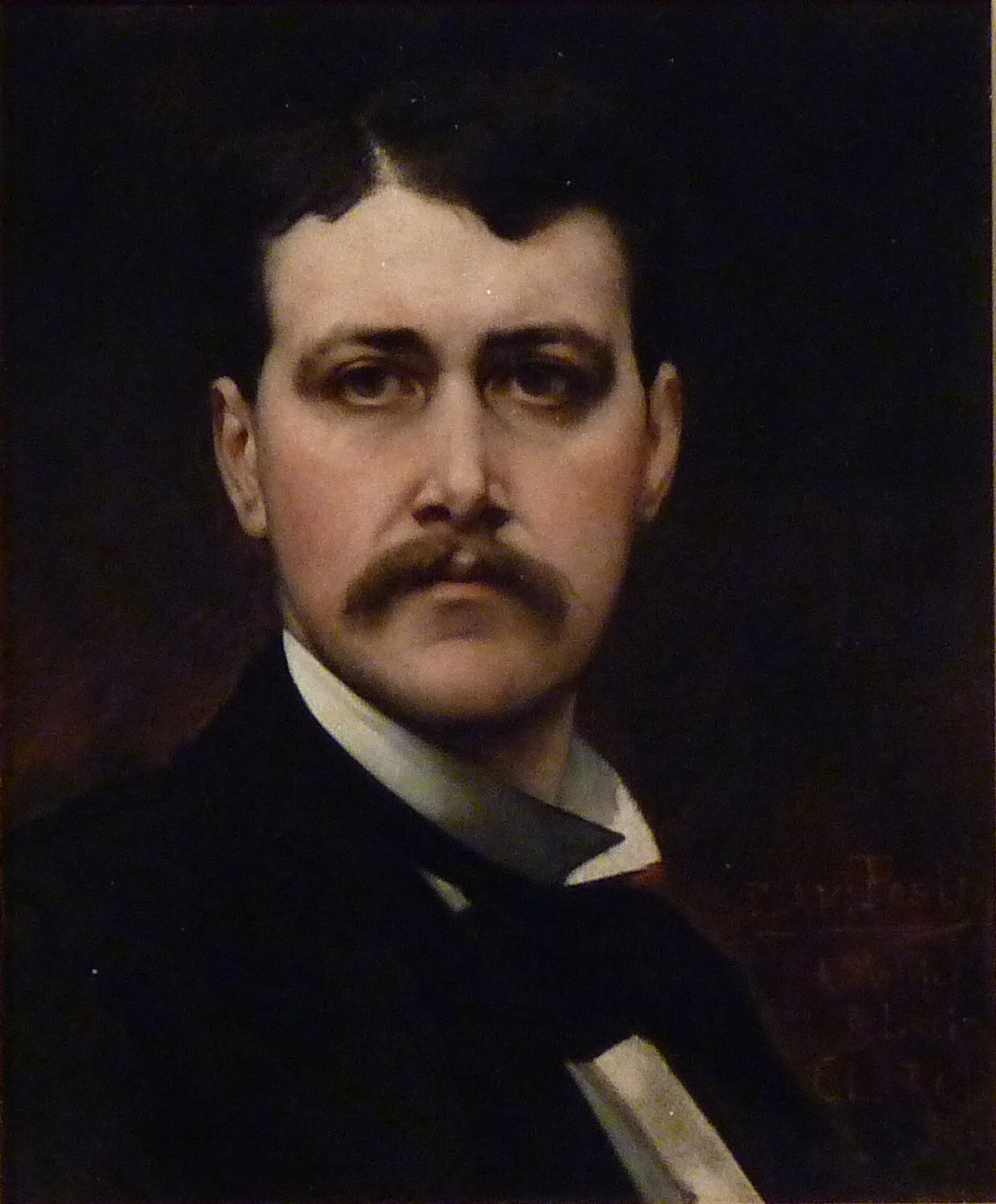
Flavien-Louis Peslin, Selbstporträt. Musée des Beaux-Arts La Cohue in Vannes

Flavien-Louis Peslin (* 1. Januar 1847 in Brest, Département Finistère; † 9. März 1905 in Vannes, Département Morbihan) war ein französischer Maler, der für seine Darstellungen bretonischer Themen bekannt ist.

## Leben
Flavien-Louis Peslin studierte an der École des Beaux-Arts in Rennes und war Schüler von Alexandre Cabanel und Léon Germain Pelouse, Begründer der École de Cernay. Nach dem Tod seines Vaters im Jahr 1870 zog er nach Vannes, der Heimatstadt seiner Mutter. Er besuchte häufig Pont-Aven und wohnte 1894 im Hôtel Julia. Seine Werke, die hauptsächlich bretonische Motive zeigen, stellte er unter anderem im Salon von 1870 aus.

## Werk
Flavien-Louis Peslin spezialisierte sich auf bretonische Themen, inspiriert von der Region Pont-Aven. Seine Gemälde zeichnen sich durch detaillierte Darstellungen des ländlichen Lebens und der bretonischen Kultur aus. Mehrere seiner Gemälde werden im Musée des Beaux-Arts La Cohue in Vannes aufbewahrt, darunter La Petite malade (Die kleine Kranke). Zu seinen bekannten Werken gehören:
- La Fileuse de laine bretonne dans une cuisine (Der bretonische Wollspinner in einer Küche), präsentiert im Salon von 1870.
- La Petite malade (Das kranke Mädchen), ausgestellt im Musée des Beaux-Arts La Cohue in Vannes.
- Autoportrait (Selbstporträt), ebenfalls im Musée des Beaux-Arts La Cohue.
- Le Vieux mendiant breton (Der alte bretonische Bettler), im Musée des Beaux-Arts La Cohue.
- Portrait d'une jeune Bretonne (Porträt einer jungen Bretonin) von 1885, im Musée des Beaux-Arts La Cohue.